# 21st Century Fox

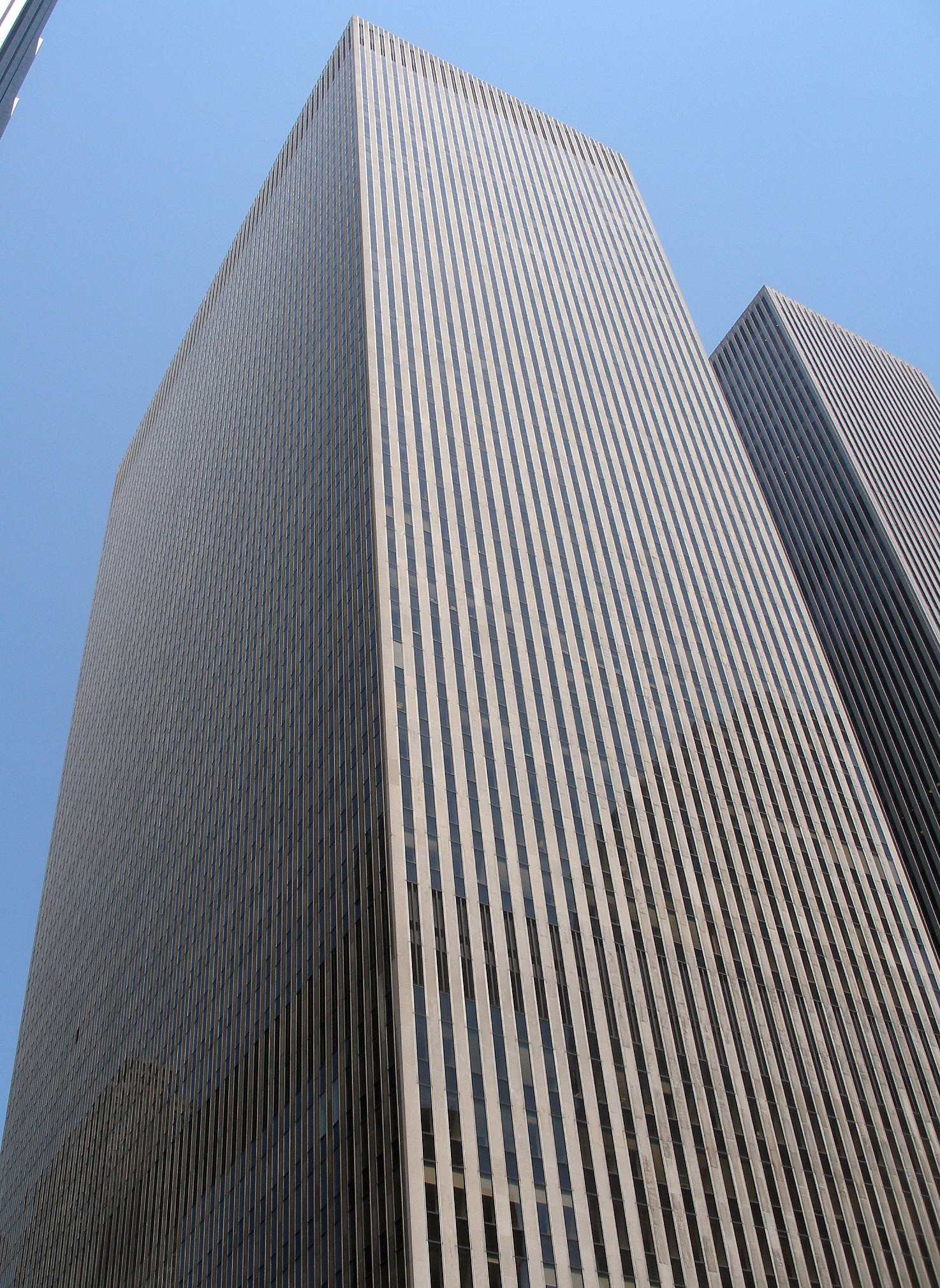
Siedziba korporacji w Nowym Jorku

21st Century Fox – amerykańskie przedsiębiorstwo branży medialnej i telewizyjnej z siedzibą w Nowym Jorku, powstałe w 2013 roku w wyniku spin offu korporacji News Corporation należącej do Ruperta Murdocha.
Stacje nadawcze firmy znajdują się w Nowym Jorku, Los Angeles, Chicago, Filadelfii, Waszyngtonie, Dallas, Bostonie, Atlancie, Houston, Detroit, Phoenix, Tampie, Minneapolis, Orlando, Charlotte, Austin, Memphis oraz Gainesville.
Do firmy do 2019 roku należała Twentieth Century Fox Film Corporation, jedna z największych amerykańskich wytwórni filmowych.
W 2019 r. segment rozrywkowy firmy został zakupiony przez koncern Disney.

## Kanały
Do głównych kanałów emitowanych przez 21st Century Fox należą:
- Fox News
- Fox Business Network
- Fox Sports Networks
- FX
- FXX
- Fox Movie Channel
- National Geographic Channel
- kanały spółki Fox International Channels